# Volkswagen Haustarifvertrag

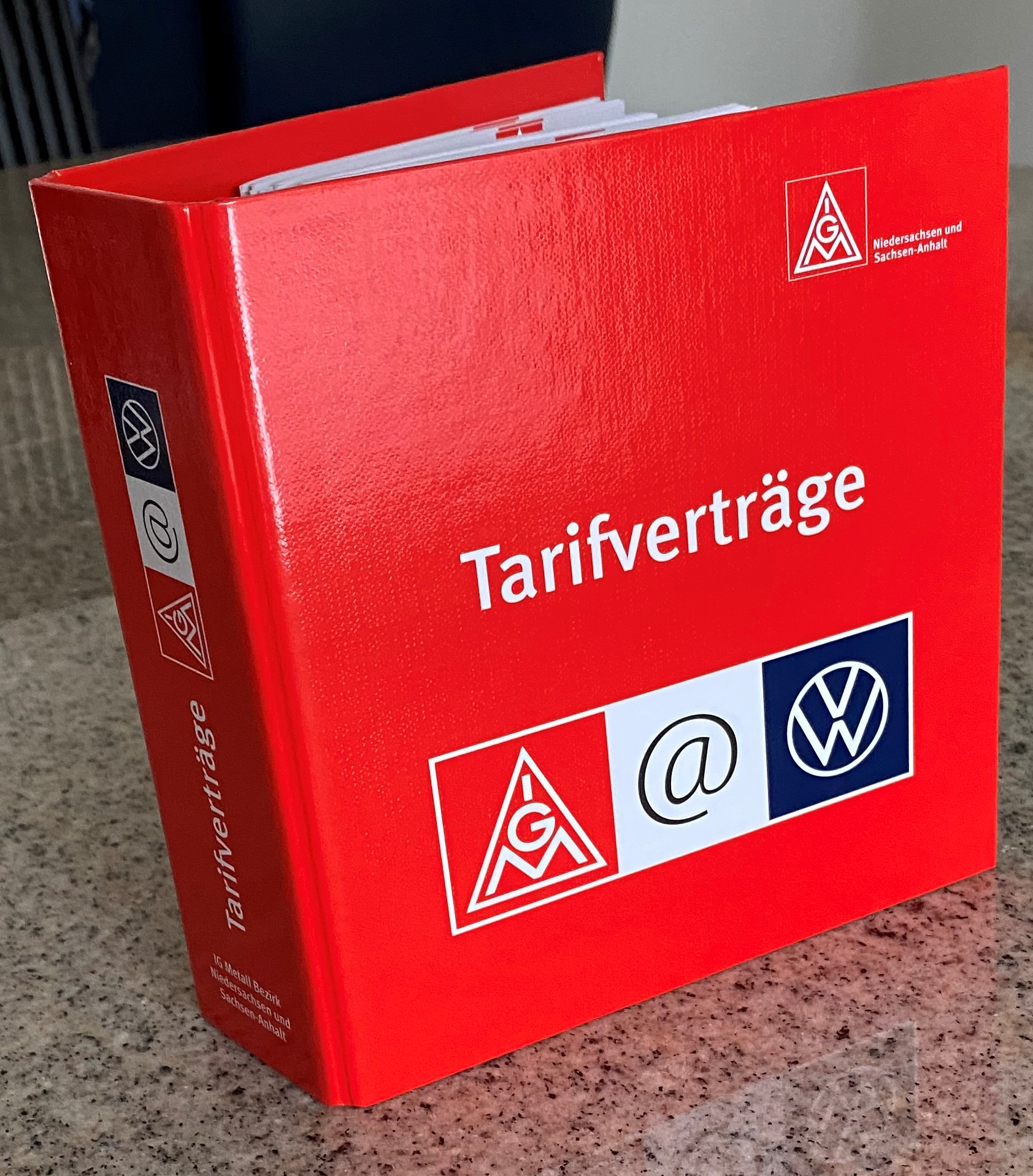
Eine Mappe, in der alle Einzeltarifverträge des Volkswagen Haustarifvertrages enthalten sind

Der Volkswagen Haustarifvertrag ist ein zwischen der Volkswagen AG und der IG Metall abgeschlossener Firmentarifvertrag.
Dabei handelt es sich um ein System von Tarifverträgen, das Volkswagen und die IG Metall Bezirksleitung Niedersachsen und Sachsen-Anhalt vereinbaren und das für die westdeutschen Standorte mit insgesamt über 100.000 Beschäftigten gilt. 2021 wurde vereinbart, dass bis 2027 auch für die ostdeutschen Standorte der Haustarifvertrag voll umfänglich gelten wird. Das Niveau des Volkswagen-Haustarifvertrages liegt traditionell leicht über dem Niveau vergleichbarer regionaler Flächentarifverträge und weist mehrere zusätzliche Regelungen auf.

## Geschichte des Haustarifvertrages
Die bis dahin bundeseigene Volkswagenwerk GmbH hat sich nach ihrer Privatisierung 1960 (Umwandlung zur AG) keinem Arbeitgeberverband angeschlossen. Sie unterliegt deshalb nicht der Tarifbindung durch die Flächentarifverträge der Metall- und Elektroindustrie. Volkswagen hat vielmehr mit der IG Metall einen eigenen Tarifvertrag vereinbart, dessen persönlicher Geltungsbereich sich auf die bei VW Beschäftigten beschränkt, soweit sie Mitglied der IG Metall sind.
In der Zeit nach 1945 vereinbarte die IG Metall Bezirksleitung Hannover schrittweise mit Volkswagen zahlreiche Tarifverträge. Als Volkswagen 1960 privatisiert wurde, hatte sich schon ein System von Haustarifverträgen zwischen der IG Metall und Volkswagen herausgebildet, sodass keine Seite daran Interesse zeigte, dass Volkswagen Mitglied im niedersächsischen Metallarbeitgeberverband wird. Diese Situation gilt bis heute.
Im Lauf der 1960er und 1970er Jahre entwickelte sich der Haustarifvertrag bei Volkswagen kontinuierlich, wobei das Entgeltniveau deutlich über dem Niveau des Flächentarifvertrages der Metallindustrie lag. In den Jahren 1979 und 1980 wurden zwei Tarifverträge abgeschlossen, die für die zukünftige Diskussion über Entgelt-Tarifverträge in der Metallindustrie richtungsweisend sein sollten. Dies waren:
- Der LORA-Tarifvertrag im Jahr 1979. Das bis dahin geltende klassische Akkordsystem mit Vorgabezeiten und einem durchschnittlichen Verdienstgrad von 134 % wurde überführt in ein sog. Standardlohnsystem. Für die Einhaltung einer Standardleistung wird dabei ein konstanter Standardlohn bezahlt, der bei Volkswagen auf 134 % des Grundlohns festgesetzt wurde. Die Standardleistung für die jeweiligen Beschäftigten wird mit dem MTM-System unter Mitbestimmung des Betriebsrates vereinbart. Dabei sind pro Stunde 5 Minuten persönliche Zeit und 5 Minuten Erholzeit einzuhalten.
- Der LODI-Tarifvertrag im Jahr 1980. Seit den 1950er Jahren erfolgte die Eingruppierung der Arbeiter auf der Grundlage eines Tarifvertrages zur analytischen Arbeitsbewertung in eine von 28 Lohngruppen. Durch die zunehmende Variantenvielfalt war dieses System nicht mehr praktikabel. Es wurde 1980 durch die Vereinbarung des LODI-Tarifvertrages ersetzt (LODI = Lohndifferenzierung). Dabei wird die Arbeit der Beschäftigten ganzheitlich bewertet und in eines von 12 Lohnniveaus eingestuft.

Im November 1993 einigten sich die IG Metall Bezirksleitung Hannover und Volkswagen darauf, einen Tarifvertrag zur Vier-Tage-Woche abzuschließen. Die Arbeitszeitverkürzung erfolgte ohne vollen Lohnausgleich. Die monatlichen Lohnverluste wurden jedoch durch eine anteilige Umlage des Urlaubs- und Weihnachtsgeldes weitgehend ausgeglichen. Im Gegenzug wurde der Ausschluss von betriebsbedingten Kündigungen vereinbart. Zum damaligen Zeitpunkt war es eine Besonderheit, dass sich ein Großunternehmen vertraglich verpflichtete, auf betriebsbedingte Kündigungen zu verzichten.
Im Jahr 2002 wurde für das Werk Wolfsburg zur Produktion des VW Touran ein spezieller Tarifvertrag vereinbart, der unterhalb des Niveaus des Haustarifvertrages, aber auf dem Niveau des Flächentarifvertrages der Metall- und Elektroindustrie lag. In die dafür 2001 neu gegründete Tochterfirma Auto 5000 GmbH sollten 5000 neue Arbeitnehmer zu 5000 DM Brutto-Entgelt eingestellt werden. Dieser Tarifvertrag wurde 2008 in den Volkswagen Haustarifvertrag überführt.
2004 und 2006 wurde ein Zukunfts-Tarifvertrag vereinbart, in dem die wöchentliche Arbeitszeit ohne vollen Entgeltausgleich differenziert auf 33, 34 bzw. 35 Stunden verlängert wurde. Im Gegenzug wurde die Beschäftigungssicherung verlängert, weitgehende Beteiligungsrechte des Betriebsrates bei der Produktions- und Investitionsplanung sowie ein Innovationsfonds vereinbart.

## Räumlicher Geltungsbereich
Der Haustarifvertrag von Volkswagen gilt zunächst für alle sechs westdeutschen Standorte von Volkswagen. Dies sind, jeweils mit der ungefähren Anzahl der Beschäftigten im Jahr 2021:
- Wolfsburg (63.000);
- Kassel (17.000);
- Hannover (14.000);
- Emden (9.000);
- Salzgitter (7.000);
- Braunschweig (7.000).

In einem Anschlusstarifvertrag mit VW Financial Services bzw. der Volkswagenbank in Braunschweig gelten alle Haustarifverträge mit Ausnahme der Arbeitszeit (38 Stunden); dies umfasst über 4.000 Beschäftigte.
Für den Standort der Volkswagen Osnabrück GmbH gilt der Flächentarifvertrag der Metall- und Elektroindustrie.
Für die drei ostdeutschen Standorte in Zwickau (Mosel), Chemnitz und Dresden galten bisher die ostdeutschen Tarifverträge. 2021 wurde vereinbart, dass diese Standorte bis 2027 schrittweise in den Volkswagen Haustarifvertrag übernommen werden.
Für zahlreiche Tochtergesellschaften von Volkswagen gibt es spezielle Tarifverträge zwischen den Unternehmen und der IG Metall, so. z. B. für Autostadt GmbH, Volkswagen Group Services GmbH, Cariad SE.

## Inhalt
Das System der Haustarifverträge bei Volkswagen besteht aus folgenden einzelnen Tarifverträgen:
- Entgelttarifvertrag (ETV);
- Rahmentarifvertrag zur Eingruppierung (RTVE);
- Manteltarifvertrag (MTV);
- Zukunftstarifvertrag (ZTV), genau: Tarifvertrag zur nachhaltigen Standort- und Beschäftigungssicherung;
- Tarifvertrag zur Leistungs- und Personalbemessung (TVLP);
- Tarifvertrag für Beschäftigte mit besonderen Arbeitszeiten (TVbAZ);
- Entgelttarifvertrag für Beschäftigte mit Spezialisten- und Führungsaufgaben - Tarif plus (ETVT+);
- Rahmentarifvertrag für Beschäftigte mit Spezialisten- und Führungsaufgaben - Tarif plus (RTVT+);
- Ausbildungstarifvertag (ATV);
- Tarifvertrag über die Gewährung einer tariflichen Zusatzvergütung (TVTZUV);
- Tarifvertrag Tarifliche Zulage (TVTZ);
- Tarifvertrag über Altersteilzeit (TVATZ);
- Tarifvertrag über die Vergütung und Einsatzbedingungen von Zeitarbeitnehmern an den Standorten der Volkswagen AG (TV ZeitAN).